# STMPD RCRDS

STMPD RCRDS (모두 대문자로 표기)는 2016년 3월 4일에 레이블을 설립 한 레코드 프로듀서 Martin Garrix 가 소유한 네덜란드 전자 댄스 음악 레코드 레이블이다.
Martin Garrix는 2015년에 Spinnin'Records와 MusicAllStars Management에서 저작권 권리문제로 서로 분쟁하여 스피닝을 떠나게된다.
그 후 네덜란드TV쇼와 유투브 The Martin Garrix Show에서 자신이 레코드를 설립했다며 입장을 밝혔다.
레이블 이름을 아버지의 우표 경매 회사에서 영감을 받아 제작했다.

Martin Garrix는 2016년 3월 11일 John Martin 과 Michel Zitron의 보컬이 포함된 "Now That I've Found You"을 레이블 첫번째 노래로 발표했다.
새로운 레코드의 설립을 축하하기 위해 2016년 3월 18일 "Chris Maille"과 함께 STOYR나이트 클럽에서 파티를 주최했다.